# Hinrich Niewerth
Hinrich Niewerth, död före november 1699, var en svensk lutenist i Stockholm.

## Biografi
Hinrich Niewerth anställdes den 1 januari 1666 som musiker och lutenist vid Kungliga hovkapellet i Stockholm. Lutenisten Johan Bengtsson var sedan 1656 anställd vid hovkapellet och stannade fram till 1673. Niewerth var en av de bäst betald musikerna i hovkapellet och tjänade runt 450–500 daler silvermynt (det var endast en av fem musiker som nådde denna nivå). I jämförelse med sin kollega Bengtsson som tjänade 300–400 daler silvermynt. Niewerth kom under sin anställning att bland annat spela på kung Karl XI kröning 1672. Han arbetade även som musiklärare. Niewerth stannade på tjänsten som hovkapellist fram till sin död. Niewerth avled före november 1699.
Niewerth gifte sig 22 november 1666 med Ursula Düben. Hon var dotter till Anders Düben den äldre och bror till musikern Gustaf Düben den äldre. Niewerth och Düben fick tillsammans tre döttrar mellan 1668 och 1675. De bodde 1676 på Södermalm i skräddarmästaren Johan Londts hus. Niewerth köpte i mars 1680 ett hus på Hornsgatan, Södermalm av Anna Schönfelt för 12000 daler kopparmynt.

## Musikverk
Lista över kompositioner av Niewerth.
- Manuskript D ROu Mus. saec. XVII-54. Lutetabulatur manuskript i Rostock.[1]
  - Spansk pavane.
  - Allemand.
  - Saraband.
  - Courante de la Royne mise par Henry.
  - Chanson.
  - Courante.

- Manuskript D-B 4230, förvaras på Staatsbibliothek zu Berlin. Manuskriptet är eventuellt skrivet efter 1665 eller 1676.[1]
  - 47. Kontrapartier på en allemande av Niewerth. Komponerad av Lorens von der Linde.
  - 48. Courante.
  - 49. Saraband.
  - 51. Kontrapartier på en allemande av Niewerth. Komponerad av Carl Gustaf Wrangel.
  - 52. Kontrapartier på en Courante.
  - 53. Kontrapartier på en Saraband.

- Manuskript F Pn Rés. Vmc ms. 61. Manuskriptet är skrivet 1712.[1]
  - Le parnasse allemande
  - Courante
  - Saraband
  - Gigue

- Manuskript D Bsa SA 4060, förvaras på Staatsbibliothek zu Berlin. Manuskriptet innehåller även 4 stycken som anger Niewerth som kompositör, men är skrivna av François Dufault.[1]
  - Courante.
  - Courante.
  - Allemande.
  - Courante.
  - Sarabande p[ar] Nieverth sur la mort du Roy d’Angl.
  - Allemande.
  - Gigue.